# Булатов, Адилет Канатович
Адилет Канатович Булатов (каз. Әділет Қанатұлы Болатов; род. 18 августа 1998, Белогорка, Западно-Казахстанская область) — казахстанский футболист, полузащитник казахстанского клуба «Акжайык».

## Клубная карьера
Футбольную карьеру начинал в 2016 году в составе клуба «Акжайык М». 11 ноября 2018 года в матче против клуба «Жетысу» дебютировал в казахстанской Премьер-лиге (1:3).
В 2022 году подписал контракт с клубом «Байконур».

## Достижения
«Акжайык»
- Бронзовый призёр Первой лиги: 2019

## Клубная статистика
| Игровая карьера | Игровая карьера | Игровая карьера | Лига | Лига | Кубок | Кубок | Межд. | Межд. | Др. | Др. |
| --------------- | --------------- | --------------- | ---- | ---- | ----- | ----- | ----- | ----- | --- | --- |
| 2016            | Акжайык М       | В               | 23   | 3    | —     | —     | —     | —     | —   | —   |
| 2017            | Акжайык М       | В               | 22   | 5    | —     | —     | —     | —     | —   | —   |
| 2018            | Акжайык         | А               | 1    | 0    | 1     | 0     | —     | —     | —   | —   |
| 2018            | Акжайык М       | В               | 17   | 7    | —     | —     | —     | —     | —   | —   |
| 2019            | Акжайык         | Б               | 24   | 1    | 2     | 0     | —     | —     | —   | —   |
| 2020            | Акжайык         | Б               | 3    | 0    | —     | —     | —     | —     | —   | —   |
| 2021            | Акжайык М       | В               | 18   | 5    | —     | —     | —     | —     | —   | —   |
| 2022            | Байконур        | Б               | 24   | 4    | —     | —     | —     | —     | —   | —   |